# EFAF Challenge Cup 2009
Navigation
2010
L' EFAF Challenge Cup 2009 est la 1re édition de l'EFAF Challenge Cup . Il s'agit d'une compétition européenne de football américain mettant aux prises des équipes de clubs européennes affiliées à l'EFAF.
Huit équipes sont réparties en deux poules de quatre équipes, les deux premières équipes se qualifiant pour les demi-finales. Celles-ci ont lieu en Italie à Scandiano les 27 et 28 juin 2009. La finale s'y joue ensuite le 19 juillet 2009.
C'est l'équipe des italiens de Hogs Reggio Emilia qui remporte la compétition, battant les Hongrois de Győr Sharks sur le score de 35 à 7.

## Équipes participantes
| Pays    | Club                  | Ville           | Stade                 | Résultat en 2008                                 |
| ------- | --------------------- | --------------- | --------------------- | ------------------------------------------------ |
| Pologne | Devils Wrocław        | Wroclaw         | Wroclaw Stadion       | 1/2 finaliste du championnat de Pologne (PLFA 1) |
| Hongrie | Győr Sharks           | Győr            |                       | 1/2 finaliste championnat de Hongrie (MAFL)      |
| Italie  | Hogs Reggio Emilia    | Reggio d'Émilie | Stadio Andrea Torelli | Champion d'Italie                                |
| Serbie  | Klek Knights          | Klek            |                       | 1/4 de finaliste du championnat de Serbie (SAFS) |
| Serbie  | Kragujevac Wild Boars | Kragujevac      | Stadion Čika Dača     | Champion de Serbie                               |
| Serbie  | Pančevo Panthers      | Pančevo         |                       | 1/2 finaliste du championnat de Serbie (SAFS)    |
| Pologne | Pomorze Seahawks      | Gdynia          |                       | Vice-champion de Pologne                         |
| Serbie  | Vrbas Hunters         | Vrbas           |                       |                                                  |

## Phase éliminatoire

### Groupe A
| Lieu, date    | Home             | Score                           | Away             |
| ------------- | ---------------- | ------------------------------- | ---------------- |
| 26 avril 2009 | Vrbas Hunters    | 6 – 35 (0-6, 6-6, 0-8, 0-15)    | Klek Knights     |
| 2 mai 2009    | Pomorze Seahawks | 18 – 27 (0-7, 0-6, 12-6, 6-8)   | Győr Sharks      |
| 16 mai 2009   | Vrbas Hunters    | 21 – 14 (7-0, 7-0, 7-0, 0-14)   | Pomorze Seahawks |
| 17 mai 2009   | Klek Knights     | 24 – 40 (12-0, 6-20, 6-14, 0-6) | Győr Sharks      |
| 30 mai 2009   | Pomorze Seahawks | 12 – 42 (0-14, 0-14, 6-6, 6-8)  | Klek Knights     |
| 30 mai 2009   | Győr Sharks      | 73 – 3 (14-3, 26-0, 24-0, 9-0)  | Vrbas Hunters    |

| Cl. | Équipe           | %     | M. | V | P | PF  | PS  |
| --- | ---------------- | ----- | -- | - | - | --- | --- |
| 1   | Győr Sharks      | 1.000 | 3  | 3 | 0 | 140 | 45  |
| 2   | Klek Knights     | 0.667 | 3  | 2 | 1 | 101 | 58  |
| 3   | Vrbas Hunters    | 0.333 | 3  | 1 | 2 | 30  | 122 |
| 4   | Pomorze Seahawks | 0.000 | 3  | 0 | 3 | 44  | 90  |

### Groupe B
| Date, lieu                                     | Home                  | Score                             | Away                  | Remarque                           |
| ---------------------------------------------- | --------------------- | --------------------------------- | --------------------- | ---------------------------------- |
| Wroclaw, 5 avril 2009 à 12:30 locales          | Devils Wrocław        | 13 – 61 (7-19, 0-19, 0-20, 6-3)   | Hogs Reggio Emilia    | Wroclaw Stadion (300 spect.)       |
| 25 avril 2009                                  | Kragujevac Wild Boars | 70 – 26 (22-0, 21-8, 14-0, 13-18) | Pančevo Panthers      |                                    |
| 16 mai 2009                                    | Devils Wrocław        | 0 – 64 (0-20, 0-22, 0-8, 0-14)    | Kragujevac Wild Boars |                                    |
| 30 mai 2009                                    | Pančevo Panthers      | 35 – 0                            | Devils Wrocław        |                                    |
| Kragujevac, 31 mai 2009 à 15:00 heures locales | Kragujevac Wild Boars | 14 – 25 (0-7, 7-12, 0-0, 7-6)     | Hogs Reggio Emilia    | Stadion Čika Dača (800 spect.)     |
| Scandiano, 6 juin 2009 à 20:00 heures locales  | Hogs Reggio Emilia    | 63 – 15 (14-7, 21-0, 21-8, 7-0)   | Pančevo Panthers      | Stadio Andrea Torelli (800 spect.) |

| Cl. | Équipe                | %     | M. | V | P | PF  | PS  |
| --- | --------------------- | ----- | -- | - | - | --- | --- |
| 1   | Hogs Reggio Emilia    | 1.000 | 3  | 3 | 0 | 149 | 42  |
| 2   | Kragujevac Wild Boars | 0.667 | 3  | 2 | 1 | 148 | 51  |
| 3   | Pančevo Panthers      | 0.333 | 3  | 1 | 2 | 76  | 133 |
| 4   | Devils Wrocław        | 0.000 | 3  | 0 | 3 | 13  | 160 |

## Phase finale

### Équipes qualifiées
| Pays    | Équipe                | Groupe |
| ------- | --------------------- | ------ |
| Hongrie | Győr Sharks           | A      |
| Serbie  | Klek Knights          | A      |
| Italie  | Hogs Reggio Emilia    | B      |
| Serbie  | Kragujevac Wild Boars | B      |

### Matchs
|  | Demi-finales                                                | Demi-finales                                                |                    |    | Finale                                                                       | Finale                                                                       |
|  | Demi-finales                                                | Demi-finales                                                |                    |    | Finale                                                                       | Finale                                                                       |
|  |                                                             |                                                             |                    |    |                                                                              |                                                                              |
|  | Scandiano, le 27 juin 2009 à 20 h 00, Stadio Andrea Torelli | Scandiano, le 27 juin 2009 à 20 h 00, Stadio Andrea Torelli |                    |    | Scandiano, le 19 juillet 2009 à 20 h 00, Stadio Andrea Torelli (1000 spect.) | Scandiano, le 19 juillet 2009 à 20 h 00, Stadio Andrea Torelli (1000 spect.) |
|  | Scandiano, le 27 juin 2009 à 20 h 00, Stadio Andrea Torelli | Scandiano, le 27 juin 2009 à 20 h 00, Stadio Andrea Torelli |                    |    | Scandiano, le 19 juillet 2009 à 20 h 00, Stadio Andrea Torelli (1000 spect.) | Scandiano, le 19 juillet 2009 à 20 h 00, Stadio Andrea Torelli (1000 spect.) |
|  | Hogs Reggio Emilia                                          | 42                                                          |                    |    | Scandiano, le 19 juillet 2009 à 20 h 00, Stadio Andrea Torelli (1000 spect.) | Scandiano, le 19 juillet 2009 à 20 h 00, Stadio Andrea Torelli (1000 spect.) |
|  | Hogs Reggio Emilia                                          | 42                                                          |                    |    | Scandiano, le 19 juillet 2009 à 20 h 00, Stadio Andrea Torelli (1000 spect.) | Scandiano, le 19 juillet 2009 à 20 h 00, Stadio Andrea Torelli (1000 spect.) |
|  | Klek Knights                                                | 28                                                          |                    |    | Scandiano, le 19 juillet 2009 à 20 h 00, Stadio Andrea Torelli (1000 spect.) | Scandiano, le 19 juillet 2009 à 20 h 00, Stadio Andrea Torelli (1000 spect.) |
|  | Klek Knights                                                | 28                                                          | Hogs Reggio Emilia | 35 |                                                                              |                                                                              |
|  | Scandiano, le 28 juin 2009 à 20 h 00, Stadio Andrea Torelli |                                                             | Hogs Reggio Emilia | 35 |                                                                              |                                                                              |
|  |                                                             | Győr Sharks                                                 | 7                  |    |                                                                              |                                                                              |
|  | Győr Sharks                                                 | Győr Sharks                                                 | 7                  | 35 |                                                                              |                                                                              |
|  | Győr Sharks                                                 |                                                             |                    | 35 |                                                                              |                                                                              |
|  | Kragujevac Wild Boars                                       | 0                                                           |                    |    |                                                                              |                                                                              |
|  | Kragujevac Wild Boars                                       | 0                                                           |                    |    |                                                                              |                                                                              |